# Oh Taeseok
Oh Tae-seok (en coréen : 오태석),  né le 11 octobre 1940 dans le district de Seocheon et mort le 28 novembre 2022, est un auteur de comédies dramatiques sud-coréen.

## Biographie
Oh Tae-seok est né le 11 octobre 1940 à Seocheon dans la province de Chungcheongnam-do. Il n'avait que dix ans quand la guerre de Corée a commencé et il a ainsi vécu son enfance dans des conditions difficiles. Son père, travaillant dans la politique, fut enlevé et avec sa grand-mère il devint alors un réfugié errant sur les routes remplies d'exilés où il a été témoin d'innombrables décès. Il a reçu une formation en philosophie à l'université Yonsei jusqu'en 1963 et s'est immédiatement consacré à l'écriture et à la mise en scène.

## Œuvre
Oh Tae-seok est connu en tant que metteur en scène et dramaturge extrêmement habile dans la représentation de la vie coréenne et de l'état d'esprit des Coréens. Ses pièces ont de nombreux points communs avec les jeux traditionnels coréens. Sur scène, les personnages ne sont pas statiques et ne s'engagent que rarement dans des conversations réalistes. Il s'agit plutôt d'engager les acteurs dans la chanson et dans la danse en portant par exemple des masques d'animaux tout en se précipitant sur la scène avec des mouvements amples et exagérés, avec un maquillage tout aussi excessif. Dans l'atmosphère grinçante de la scène, le travail du dramaturge représente l'obscurité de la douleur et les ombres de la mort. Il puise souvent son inspiration dans ses propres souvenirs d'enfance.
Il a fait ses débuts littéraires avec sa pièce Robe de mariage (Wedingdeureseu) qui a reçu le prix du concours annuel de la nouvelle littérature organisé par le journal Chosun Ilbo. Sa pièce Changement de saison (Hwanjeolgi) lui a permis de remporter le concours d'écriture théâtrale organisé en 1968 par le Théâtre National et le quotidien Kyunghyang. Entre 1968 et 1969, ses pièces Changement de saison (Hwanjeolgi), Judas, avant le chant du coq (Yudayeo, dalgi ulgi jeone), Croisement (Gyohaeng), et Un poussah sur patins à roulettes (Rollaseuke-iteureul taneun ottugi) ont été réalisées dans plusieurs théâtres d'avant-garde. Il est ensuite entré en résidence au sein de la Compagnie Dongnang (Dongnang repeoteori geukdan) où il a réalisé la pièce Luve (Lubeu). Il continue à diriger cette compagnie.